# Públio Semprônio Sofo (cônsul em 304 a.C.)
Públio Semprônio Sofo (em latim: Publius Sempronius Sophus) foi um político da gente Semprônia da República Romana eleito cônsul em 304 a.C. com Públio Sulpício Saverrião. Públio Semprônio Sofo, cônsul em 268 a.C., era seu filho.

## Tribuno da plebe (310 a.C.)
Em 310 a.C., foi um dos tribunos da plebe que tentou obrigar o censor Ápio Cláudio Cego a acatar a Lei Emília, que limitava a censura a dezoito meses.

## Consulado (304 a.C.)
Foi eleito cônsul em 304 a.C. com Públio Sulpício Saverrião. Durante seu mandato, terminou a Segunda Guerra Samnita, iniciada em 326 a.C., com os romanos concedendo a paz aos samnitas depois da vitória na Batalha de Boviano, no ano anterior. Logo depois, os dois cônsules marcharam contra os équos, culpados, segundo os romanos, de se aliarem primeiro com os hérnicos e depois com os samnitas para destruir Roma. Sem conseguir forçar uma batalha campal, os romanos conquistaram 31 cidades:
| “ | Em cinquenta dias, foram conquistadas trinta e uma fortalezas, a maior parte delas arrasadas até o chão e incendiadas, enquanto quase toda a raça dos équos foi destruída. Pelo sucesso contra équos, foi celebrado um triunfo. | ” |
|   | — Lívio, Ab Urbe condita IX, 45. |   |

## Anos finais
Em 300 a.C., graças à Lei Ogúlnia, Públio Semprônio, juntamente com Públio Décio Mus, Marco Lívio Denter e Caio Márcio Rutilo Censorino, foi um dos quatro primeiros plebeus a alcançar o cargo de pontífice, restrito, até então, aos patrícios. Foi eleito censor em 299 a.C.. com seu colega Públio Sulpício Saverrião e, durante seu mandato, duas novas tribos foram acrescentadas: Aniense e Terentina. Três anos depois, foi pretor durante um ataque dos úmbrios, etruscos e samnitas.